# امانریپایوق (لیما)
امانریپایوق (به اسپانیایی: Wamanripayuq) یک کوه در پرو است که در Peru, Lima Region واقع شده‌است. امانریپایوق ۵٬۰۰۰ متر بالاتر از سطح دریا واقع شده‌است.